# Шмельцер, Ирмгард
Ирмгард Шмельцер (до замужества — Кирхгофф; в другом браке — Херманд; нем. Irmgard Schmelzer (Kirchhoff; Hermand); 19 июня 1921, Франкфурт-на-Майне, Гессен-Нассау — 20 сентября 2002, Кассель, Гессен) — немецкая легкоатлетка, выступавшая в прыжках в длину и беге на короткие дистанции. Участница летних Олимпийских игр 1952 года.

## Биография
Ирмгард Шмельцер родилась 19 июня 1921 года в немецком городе Франкфурт-на-Майне.
Выступала в легкоатлетических соревнованиях за «Гессен» из Касселя. В 1952 году стала чемпионкой ФРГ в прыжках в длину, до этого выиграла три серебряных (1941, 1946, 1948) и три бронзовых (1940, 1947, 1949) медали.
В 1952 году вошла в состав сборной Германии на летних Олимпийских играх в Хельсинки. В прыжках в длину заняла 4-е место, показав результат 5,90 метра и уступив 34 сантиметра завоевавшей золото с олимпийским рекордом Иветт Уильямс из Новой Зеландии. Также была заявлена в эстафете 4х100 метров, но не вышла на старт.
Также занималась гандболом и гимнастикой, до 80 лет играла в теннис.
Умерла 20 сентября 2002 года в Касселе.

## Личный рекорд
- Прыжки в длину — 5,94 (1952)[2]